# Said (Schriftsteller)

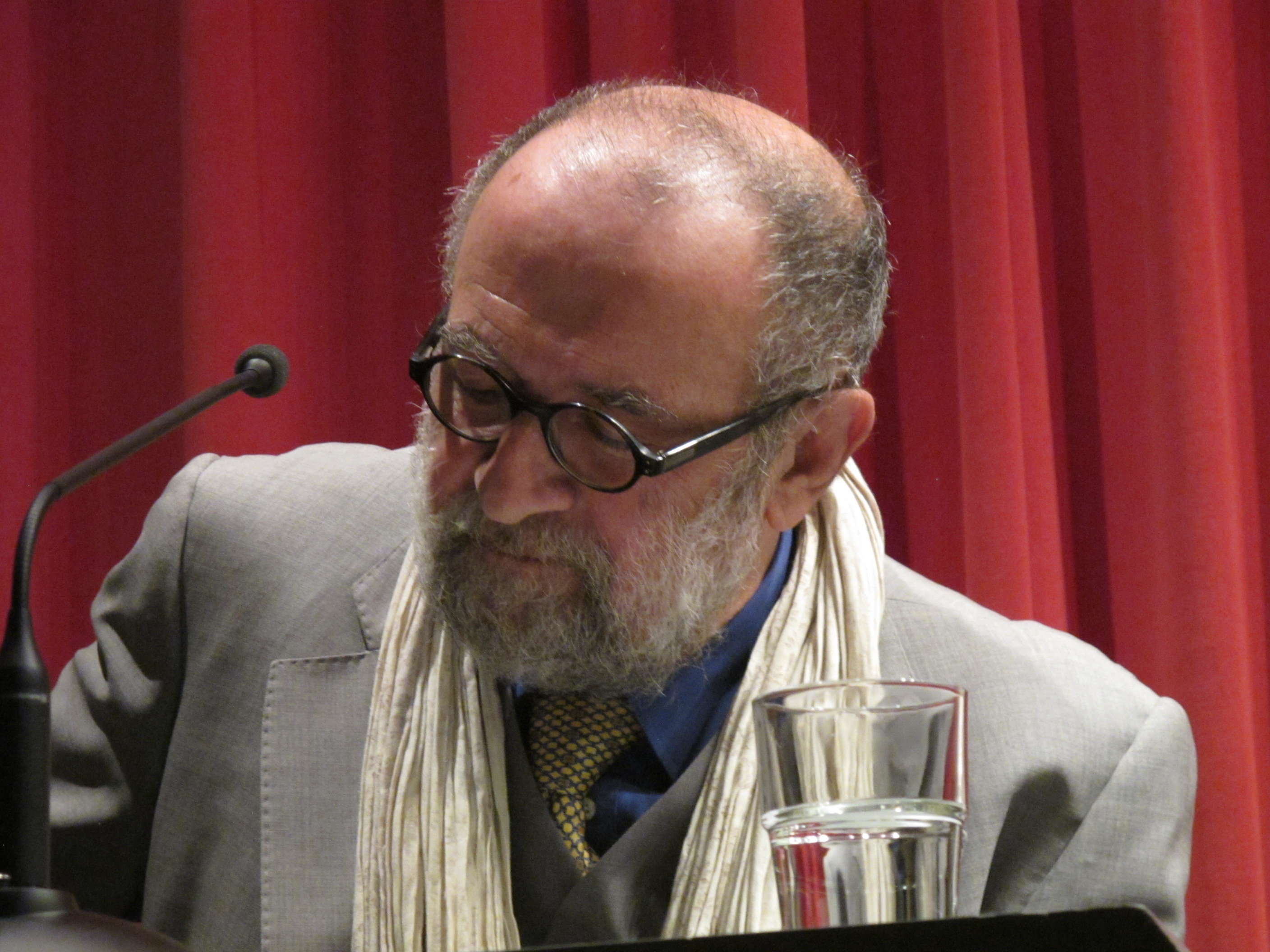
SAID bei einer Präsentation der Zeitschrift Außer.dem im Lyrik Kabinett, 2014

SAID (persisch سعید [sæˈiːd]; * 27. Mai 1947 in Teheran; † 15. Mai 2021 in München; bürgerlich Said Mirhadi, Künstlername in Großbuchstaben) war ein iranisch-deutscher Schriftsteller.

## Leben
1965 kam SAID als Siebzehnjähriger zum Studieren in die Bundesrepublik Deutschland. In München studierte er Politikwissenschaft. 1979, nachdem die Monarchie im Iran gestürzt wurde und die Islamische Republik sich allmählich etablierte, kehrte SAID kurzzeitig in den Iran zurück. Die dort durch die Mullahs neu begründete Theokratie aber veranlasste ihn, in der Bundesrepublik Exil zu suchen. Im Jahre 2004 erhielt SAID die deutsche Staatsangehörigkeit.
SAID war zunächst Anhänger der linken Politik und engagierte sich in den 1960er- und 1970er-Jahren in den linksorientierten iranischen Studentenbewegungen gegen die Monarchie im Iran. In der Bundesrepublik wurde er Mitglied der 1960 gegründeten und 1971 im Iran verbotenen Conföderation iranischer Studenten/National-Union (CISNU), 1973 deren Generalsekretär. Nach der Etablierung der Islamische Republik und den Erfahrungen derer Realpolitik distanzierte sich auch SAID allmählich von der linken Idee, die in der Islamische Republik eine islamische Färbung erfuhr.
SAIDs literarische Arbeit beginnt in den 1980er-Jahren, d. h. in einer Phase, die SAIDs selbst als sein zweites Exil bezeichnet. SAIDs Werk umfassen Lyrik, Prosa und Hörspiele in deutscher Sprache, die er in all ihren Nuancen beherrschte und als seine „Behausung“ begriff. Seine Hauptthemen sind vor allem Exil, Sprache, Heimat und nicht zuletzt auch Liebe.
Für sein literarisches Werk wie für sein Engagement für politisch Verfolgte wurde SAID mehrfach ausgezeichnet. Er war Mitglied, von 1995 bis 1996 Vizepräsident und von 2000 bis 2002 Präsident des PEN-Zentrums Deutschland, dessen Beauftragter er vorübergehend auch für das Writers in Prison Committee war (von 1995 bis 1996). Über sein eigenes Werk hinaus engagierte er sich für die persische Literatur und vermittelte jahrzehntelang zwischen Autoren und Verlagen.
Im Mai 2021 erlag SAID im Alter von 73 Jahren einem Herzinfarkt.

## Werk und Wirken
SAIDs befasst sich in seinem Werk mit den Themen, die den Intellektuellen angehen. Seine Ich-Figur behandelt existentielle Themen wie Exil, Identität, Heimat und Sprache aus unterschiedlichen Perspektiven und hinterfragt bisweilen die profane und politische Vereinnahmung im Alltag. Ein zentrales Thema bei ihm bildet die Liebe, die bald in erotischer, bald in allegorischer Form vorkommt.
Das Thema Exil bildet in SAIDs literarischem Schaffen den Rahmen. Erst dieser Rahmen scheint der Ich-Figur die Reflexionsarbeit zu ermöglichen. Diese erweist durchsuch intellektuelle Züge, denn sie lernt Ideologien der Vergangenheit hinterfragen, Fehler eingestehen und neue Wege vorschlagen.
Identität ist für SAID kein festgefahrenes Muster, sondern stets in Bewegung. Sie ist facettenreich und lässt sich schwer auf einen Nenner bringen. Die Suche nach Identität ist eine individuelle Angelegenheit, die sich durchaus im kulturellen Rahmen vollziehen kann. Im Zusammenhang von der individuellen und kulturellen Identitätsfindung spielt das Motiv Sprache eine zentrale Rolle. Sie ist nicht nur ein Medium zur Verständigung, sondern auch ein Bestandteil des menschlichen Lebens Ähnlich verhält es sich auch mit dem Motiv der Heimat.
Die einzige Konstante im Leben von SAIDs Ich-Figur ist die Liebe. Sie zeigt sich überall, wo das Ich das Bedürfnis an der Teilhabe an zwischenmenschlichen Beziehungen spürt. Liebe und Sprache sind miteinander verflochten. Hieraus schafft SAID seine personifizierten Formen, in denen die Liebe und Sprache in der Gestalt einer liebenswerten Dame ein erotisches Verhältnis miteinander eingehen.

## Rezeption
SAIDs Werk gehört zur deutschsprachigen Literatur der Gegenwart. Zahlreiche Motive, Symbole und Metaphern lassen einerseits ihre Vorbilder in der deutschsprachigen Literatur finden, werden aber auch andererseits aus der persischsprachigen Literatur in das Deutsche Übertragen. So gestaltet SAID auch sein Lieblingsthema der Liebe zumeist in einer deutsch-persischen Konstruktion. Überhaupt ist SAIDs Werk ein prädestiniertes Beispiel dafür, wie Literatur in interkulturellen Spannungsverhältnissen entsteht und was sie dabei leistet. Die Sprache des Werkes und die latente Sprache bewegen sich an einer kaum spürbaren Grenze.

## Auszeichnungen
- 1986 Literaturpreis der Landeshauptstadt München
- 1991 Förderpreis zum Adelbert-von-Chamisso-Preis
- 1992 Civis-Hörfunkpreis
- 1994 Premio Letterario Internazionale „Jean Monnet“
- 1996 Preis der Stadt Heidelberg Literatur im Exil
- 1997 Stipendium Villa Aurora, Los Angeles
- 1997 Hermann-Kesten-Medaille des PEN-Zentrums Deutschland
- 1998 Literaturstipendium der Landeshauptstadt Graz
- 2002 Adelbert-von-Chamisso-Preis
- 2006 Goethe-Medaille
- 2010 Literaturpreis des Freien Deutschen Autorenverbands (FDA)
- 2014 Verdienstorden der Bundesrepublik Deutschland (Verdienstkreuz am Bande)
- 2016 Friedrich-Rückert-Preis
- 2017 Alfred-Müller-Felsenburg-Preis für aufrechte Literatur

## Werke

### Lyrik und Prosa
- Liebesgedichte. P. Kirchheim Verlag, München, 1989.
- Dann schreie ich, bis Stille ist. Gedichte, Heliopolis-Verlag, Tübingen, 1990.
- Selbstbildnis für eine ferne Mutter. Ein Poem, P. Kirchheim Verlag, München, 1992.
- wo ich sterbe ist meine fremde. Gedichte, P. Kirchheim Verlag, München, 1994.
- Ich und der Schah. Die Beichte des Ayatollah. Hörspiele, perpol-verlag, Hamburg 1987, ISBN 3-89226-003-6.
- Der lange Arm der Mullahs. Notizen aus meinem Exil. C. H. Beck, München, 1995, ISBN 3-406-39070-6.
- Sei Nacht zu mir. Liebesgedichte. Verlag C. H. Beck, München, 1998.
- Dieses Tier, das es nicht gibt. Ein Bestiarium, Verlag C. H. Beck, München, 1999.
- Landschaften einer fernen Mutter. Verlag C. H. Beck, München, 2001.
- Außenhaut Binnenträume. Neue Gedichte, Verlag C. H. Beck, München, 2002.
- In Deutschland leben. Ein Gespräch mit Wieland Freund, C. H. Beck, München, 2004, ISBN 978-3-406-51711-2.
- auf den leib. 66 erotische miniaturen. mit Fotos von James Dummler, Lounge im C. J. Bucher Verlag, München 2004, ISBN 3-7658-6003-4.
- Ich und der Islam. Prosa, C. H. Beck, München, 2005, ISBN 978-3-406-53553-6.
- Das Rot lächelt, das Blau schweigt. Geschichten über Bilder. C. H. Beck, München 2006, ISBN 978-3-406-55070-6.
- Psalmen. Verlag C. H. Beck, München, 2007.
- Der Engel und die Taube. Verlag C. H. Beck, München, 2008.
- Das Haus, das uns bewohnt. Ein israelisch-iranisches Poetengespräch zwischen Asher Reich und SAID. Lyrik Kabinett, München, 2009, ISBN 978-3-938776-19-3.
- Ruf zurück die Vögel. Verlag C. H. Beck, München, 2010.
- Das Niemandsland ist unseres. Diederichs, München, 2010.
- Parlando mit le phung, Steidl, Göttingen 2013, ISBN 978-3-86930-607-0.
- auf der suche nach dem licht. Peter Hellmund Verlag, Würzburg 2016, ISBN 978-3-939103-70-7.
- vom wort zum haus. Gedichte. Rimbaud Verlag, Aachen 2018, ISBN 978-3-89086-327-6.
- ich jesus von nazareth. Mit einem Nachwort von Erich Garhammer. Echter Verlag, Würzburg 2018, ISBN 978-3-429-04452-7.
- september in varna. Konkursbuch Verlag Claudia Gehrke, Tübingen 2019, ISBN 978-3-88769-679-5.
- flüstern gegen die wölfe. Konkursbuch Verlag Claudia Gehrke, Tübingen 2021, ISBN 978-3-88769-448-7.
- ein vibrierendes kind. erinnerungen an eine persische kindheit. Mit einem Nachwort von Michael Scholz. C. H. Beck, München 2022, ISBN 978-3-406-78159-9

### Kinderbücher
- Es war einmal eine Blume. ein Märchen mit Bildern von Květa Pacovská, Michael Neugebauer Verlag, Salzburg, 1998.
- Clara. ein Märchen mit Bildern von Moidi Kretschmann, NP Buchverlag, 2001.
- Mukulele. mit Illustrationen von Katharina Grossmann-Hensel, Verlag Sauerländer, Düsseldorf, 2007.
- Ein Brief an Simba. ein Kinderbuch mit Illustrationen von Gabriele Hafermaas, München, Sankt Michaelsbund, 2011.
- Schneebären lügen nie. Ein Bilderbuch mit Illustrationen von Marine Ludin, Zürich, NordSüd Verlag 2013.

### Hörspiel
- Wo ich sterbe, ist meine Fremde. SFB 1981, mit Paul Burian.
- Ich und der Schah. SFB 1982, mit Udo Samel und Armin Mueller-Stahl.
- Die Beichte des Ayatollah. BR 1984, mit Wolfgang Büttner.
- Landschaften einer Mutter. NDR und SWF 1996.
- Sir Alfred exterritorial. SWF 1997.
- Friedrich Hölderlin empfängt niemanden mehr. SWR 2001, Musik: Peter Zwetkoff, Regie: Hans Gerd Krogmann.

## Nachlass
Der literarische Nachlass von SAID liegt im Literaturarchiv der Monacensia im Hildebrandhaus.

## Belege
1. ↑  Dichter Said gestorben. Das Börsenblatt 17. Mai 2021.
2. ↑  Francine Rouby: Said – Bewegung bis zur Ent-Fremdung. Ein Portrait. In: Germanica. Nr. 38, 2006, ISSN 2107-0784, S. 157–171, doi:10.4000/germanica.412 (deutsch, französisch).
3. ↑  Hamid Tafazoli: Narrative kultureller Transformationen. Zu interkulturellen Schreibweisen in der deutschsprachigen Literatur der Gegenwart. transcript, Bielefeld 2019, ISBN 978-3-8376-4346-6, S. 33–35.
4. ↑  Nina Fargahi: Der Dichter ohne Fenster. In: NZZ. 27. November 2015, abgerufen am 3. Dezember 2015.
5. ↑  Deutsch-iranischer Dichter SAID gestorben. In: Iranjournal.org. 17. Mai 2021, abgerufen am 17. Mai 2021.
6. ↑  Christian Palm: Exil und Identitätskonstruktion in deutschsprachiger Literatur exilierter Autoren. Das Beispiel SAID und Sam Rapithewin. Heidelberg 2017, ISBN 978-3-8253-6730-5.
7. ↑  Hamid Tafazoli: Narrative kultureller Transformationen. Zu interkulturellen Schreibweisen in der deutschsprachigen Literatur der Gegenwart. transcript, Bielefeld 2019, ISBN 978-3-8376-4346-6, S. 167–283, 441–466.
8. ↑  Hamid Tafazoli, Rolf Stolz (Hrsg.): Sprachland Liebesland: SAID. Leben und Werk im Gespräch. Konkursbuch, Tübingen 2023, ISBN 978-3-88769-104-2.
9. ↑   Carmine G. Chiellino: "Der interkulturelle Roman", in: Aglaia Blioumi (Hg.): Migration und Interkulturalität in neueren literarischen Texten. München: Iudicium 2022, S. 41–54 | ISSN=3-89129-667-3.
10. ↑  Süddeutsche Zeitung: Das Literaturarchiv Monacensia erwirbt den Nachlass des Lyrikers SAID. 22. September 2022, abgerufen am 26. Februar 2024.

| Personendaten    | Personendaten                            |
| ---------------- | ---------------------------------------- |
| NAME             | Said                                     |
| ALTERNATIVNAMEN  | SAID; Mirhadi, Said (vollständiger Name) |
| KURZBESCHREIBUNG | iranisch-deutscher Schriftsteller        |
| GEBURTSDATUM     | 27. Mai 1947                             |
| GEBURTSORT       | Teheran                                  |
| STERBEDATUM      | 15. Mai 2021                             |
| STERBEORT        | München                                  |